# Prémios Emmy do Primetime de 2006

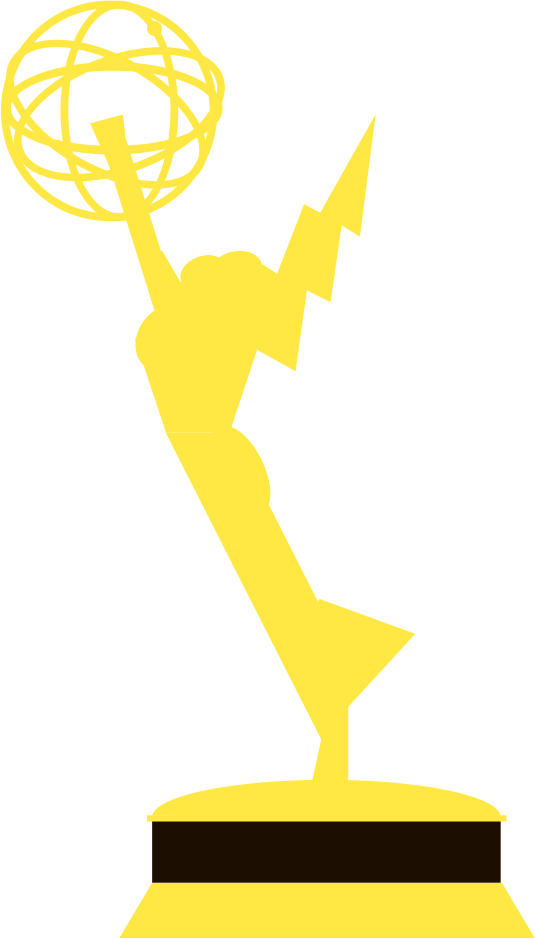
Logótipo do prémio da 58ª Edição Anual dos Prémios Emmy do Primetime.

A 58.ª Edição Anual dos Prémios Emmy do Primetime foram realizados no Shrine Auditorium em Los Angeles, Califórnia no domingo, 27 de Agosto de 2006 com a apresentação de Conan O'Brien.
O espectáculo homenageou duas lendas da televisão, Dick Clark, que não falou bem devido à sua doença e Aaron Spelling, produtor de clássicos de televisão como Dinastia, Beverly Hills, 90210 e Charmed. O primeiro tributo foi apresentado por Simon Cowell, juiz American Idol, e com uma actuação de Barry Manilow, que ganhou um Emmy no mesmo evento. Estrelas como Joan Collins, grace kenny , e Stephen Collins e as três originais actrizes de Charlie's Angels fizeram o tributo a Spelling. Notavelmente na multidão encontrava-se a filha, Tori Spelling, separada da mãe e do irmão devido à muito publicitada disputa entre as duas.

## Exclusão deLosteDesperate Housewives
A cerimónia não passou sem controvérsias. Como é o exemplo do novo sistema de votação que determinou nomeados nas principais categorias (sobretudo papéis principais de actor e melhor séries) por um pinel de "fita azul", que resultou na exclusão surpreendente de séries carismáticas como Desperate Housewives, das suas actrizes e de Lost, e ainda de actores como Hugh Laurie de House, M.D..
E finalmente, Ellen Burstyn nomeada para Melhor Actriz Secundária numa Minissérie ou Especial pelo seu papel em Mrs. Harris, de apenas 14 segundos.

## Prémios para os canais principais
- HBO: 26/95
- NBC: 14/41
- ABC: 11/63
- FOX: 10/41
- CBS: 9/41
- PBS: 8/34

## Nomeações e vencedores
A lista seguinte é uma lista parcial com os nomeados e os vencedores a negrito.

### Programas
| Melhor série de comédia The Office (NBC) - Scrubs (NBC) - Two and a Half Men (CBS) - Arrested Development (Fox) - Curb Your Enthusiasm (HBO) | Melhor série de drama 24 (Fox) - House (Fox) - The Sopranos (HBO) - The West Wing (NBC) - Grey's Anatomy (ABC)                                          |
| Melhor telefilme The Girl in the Café (HBO) - Flight 93 (A&E) - The Flight That Fought Back (Discovery Channel) - Mrs. Harris (HBO) - Yesterday (HBO)                                                                                                  | Melhor minissérie Elizabeth I (HBO) - Bleak House (PBS) - Into the West (TNT) - Sleeper Cell (Showtime)                                                 |
| Melhor programa de variedades, música ou comédia The Daily Show with Jon Stewart (Comedy Central) - The Colbert Report (Comedy Central) - Late Night with Conan O'Brien (NBC) - Late Show with David Letterman (CBS) - Real Time with Bill Maher (HBO) | Melhor reality show de competição The Amazing Race (CBS) - American Idol (Fox) - Dancing with the Stars (ABC) - Project Runway (Bravo) - Survivor (CBS) |

### Atuações

#### Atuação principal
| Melhor ator em série de comédia Tony Shalhoub – Monk como Adrian Monk - Larry David – Curb Your Enthusiasm como ele próprio - Steve Carell – The Office como Michael Scott - Kevin James – The King of Queens como Doug Heffernan - Charlie Sheen – Two and a Half Men como Charlie Harper                 | Melhor atriz em série de comédia Julia Louis-Dreyfus – The New Adventures of Old Christine como Christine Campbell - Stockard Channing – Out of Practice como Lydia Barnes - Jane Kaczmarek – Malcolm in the Middle como Lois - Debra Messing – Will & Grace como Grace Adler - Lisa Kudrow – The Comeback como Valerie Cherish |
| Melhor ator em série dramática Kiefer Sutherland – 24 como Jack Bauer - Christopher Meloni – Law & Order: SVU como Elliot Stabler - Martin Sheen – The West Wing como Presidente Jed Bartlet - Peter Krause – Six Feet Under como Nate Fisher - Denis Leary – Rescue Me como Tommy Gavin                   | Melhor atriz em série dramática Mariska Hargitay – Law & Order: Special Victims Unit como Olivia - Geena Davis – Commander in Chief como Presidente Mackenzie Allen - Allison Janney – The West Wing como C. J. Cregg - Kyra Sedgwick – The Closer como Brenda Leigh Johnson - Frances Conroy – Six Feet Under como Ruth Fisher |
| Melhor ator em minissérie ou telefilme Andre Braugher – Thief como Nick Atwater - Charles Dance – Bleak House como Sr. Tulkinghorn - Ben Kingsley – Mrs. Harris como Dr. Herman Tarnower - Jon Voight – Pope John Paul II como Papa João Paulo II - Donald Sutherland – Human Trafficking como Bill Meehan | Melhor atriz em minissérie ou telefilme Helen Mirren – Elizabeth I como Rainha Elizabeth I - Judy Davis – A Little Thing Called Murder como Sante Kimes - Kathy Bates – Ambulance Girl como Jane Stern - Annette Bening – Mrs. Harris como Jean Harris - Gillian Anderson – Bleak House como Lady Dedlock                       |

#### Atuação coadjuvante
| Melhor ator coadjuvante em série de comédia Jeremy Piven – Entourage como Ari Gold - Jon Cryer – Two and a Half Men como Alan Harper - Will Arnett – Arrested Development como George "G.O.B." Bluth, Jr. - Sean Hayes – Will & Grace como Jack McFarland - Bryan Cranston – Malcolm in the Middle como Hal                                  | Melhor atriz coadjuvante em série de comédia Megan Mullally – Will & Grace como Karen Walker - Cheryl Hines – Curb Your Enthusiasm como Cheryl David - Jaime Pressly – My Name Is Earl como Joy Turner - Alfre Woodard – Desperate Housewives como Betty Applewhite - Elizabeth Perkins – Weeds como Celia Hodes     |
| Melhor ator coadjuvante em série dramática Alan Alda – The West Wing como Arnold Vinick - Oliver Platt – Huff como Russell Tupper - Gregory Itzin – 24 como Charles Logan - William Shatner – Boston Legal como Denny Crane - Michael Imperioli – The Sopranos como Christopher Moltisanti                                                   | Melhor atriz coadjuvante em série dramática Blythe Danner – Huff como Isabelle "Izzy" Huffstodt - Sandra Oh – Grey's Anatomy como Dra. Cristina Yang - Jean Smart – 24 como Martha Logan - Chandra Wilson – Grey's Anatomy como Dra. Miranda Bailey - Candice Bergen – Boston Legal como Shirley Schmidt             |
| Melhor ator coadjuvante em minissérie ou telefilme Jeremy Irons – Elizabeth I como Robert Dudley, Conde de Leicester - Hugh Dancy – Elizabeth I como Robert Devereux, Conde de Essex - Denis Lawson – Bleak House como John Jarndyce - Robert Carlyle – Human Trafficking como Sergei Karpovich - Clifton Collins Jr. – Thief como Jack Hill | Melhor atriz coadjuvante em minissérie ou telefilme Kelly Macdonald – The Girl in the Café como Gina - Cloris Leachman – Mrs. Harris como Pearl Schwartz - Alfre Woodard – The Water Is Wide como Mrs. Brown - Shirley Jones – Hidden Places como tia Batty - Ellen Burstyn – Mrs. Harris como Ex-amante de Tarnower |

### Roteiro
| Melhor roteiro em série de comédia Greg Garcia por "Pilot" – My Name Is Earl (NBC) - Chuck Tatham, Jim Vallely, Richard Day e Mitchell Hurwitz por "Development Arrested" – Arrested Development (Fox) - Doug Ellin por "Exodus" – Entourage (HBO) - Ricky Gervais e Stephen Merchant por "Kate Winslet" – Extras (HBO) - Michael Schur por "Christmas Party" – The Office (NBC) | Melhor roteiro em série dramática Terence Winter por "Members Only" – The Sopranos (HBO) - Krista Vernoff por "Into You Like a Train" – Grey's Anatomy (ABC) - Carlton Cuse e Damon Lindelof por "The 23rd Psalm" – Lost (ABC) - Alan Ball por "Everyone's Waiting" – Six Feet Under (HBO) - Shonda Rhimes por "It's the End of the World" e "As We Know It" – Grey's Anatomy (ABC) |
| Melhor roteiro em especial de variedades, música ou comédia The Daily Show with Jon Stewart (Comedy Central) - The Colbert Report (Comedy Central) - Late Night with Conan O'Brien (NBC) - Late Show with David Letterman (CBS) - Real Time with Bill Maher (HBO) | Melhor roteiro em minissérie, telefilme ou especial dramático Richard Curtis por The Girl in the Café (HBO) - Phyllis Nagy por Mrs. Harris (HBO) - Nigel Williams por Elizabeth I (HBO) - Andrew Davies por Bleak House (PBS) - Nevin Schreiner por Flight 93 (A&E) |

### Direção
| Melhor direção em série de comédia Marc Buckland por "Pilot" – My Name Is Earl (NBC) - Craig Zisk por "Good Shit Lollipop" – Weeds (Showtime) - Dan Attias por "Oh, Mandy" – Entourage (HBO) - Julian Farino por "The Sundance Kids" – Entourage (HBO) - Robert B. Weide por "The Christ Nail" – Curb Your Enthusiasm (HBO) - Michael Patrick King por "Valerie Does Another Classic Leno" – The Comeback (HBO) | Melhor direção em série dramática Jon Cassar por "Day 5: 7:00 a.m. – 8:00 a.m." – 24 (Fox) - Alan Ball por "Everyone's Waiting" – Six Feet Under (HBO) - Mimi Leder por "Election Day: Part I" – The West Wing (NBC) - David Nutter por "Join the Club" – The Sopranos (HBO) - Jack Bender por "Live Together, Die Alone" – Lost (ABC) - Tim Van Patten por "Members Only" – The Sopranos (HBO) - Rodrigo García por "Pilot" – Big Love (HBO) |
| Melhor direção em especial de variedades, música ou comédia Louis J. Horvitz por The 78th Academy Awards (ABC) - Bruce Gowers por American Idol: "Finale" (Fox) - Jim Hoskinson por The Colbert Report (Comedy Central) - Chuck O'Neill por The Daily Show with Jon Stewart (Comedy Central) - Beth McCarthy-Miller por Saturday Night Live: "Convidado: Steve Martin" (NBC)                                    | Melhor direção em minissérie, telefilme ou especial dramático Tom Hooper por Elizabeth I (HBO) - David Yates por The Girl in the Café (HBO) - Phyllis Nagy por Mrs. Harris (HBO) - Peter Markle por Flight 93 (A&E) - Kenny Ortega por High School Musical (Disney Channel) - Justin Chadwick por Bleak House (PBS) |